# Hreiðar Guðmundsson
Hreiðar Levy Guðmundsson (* 29. November 1980) ist ein isländischer Handballtorwart.
Der 1,96 Meter große und 110 Kilogramm schwere Torwart spielte anfangs bei den Vereinen KA Akureyri und IK Sävehof. Zwischen 2009 und 2011 stand er beim deutschen Zweitligisten TV Emsdetten unter Vertrag. Anschließend schloss er sich dem norwegischen Verein Nøtterøy IF an. Im Sommer 2014 kehrte er zu KA Akureyri zurück. 2016 unterschrieb er einen Vertrag beim norwegischen Erstligisten Halden Topphåndball.
Hreiðar Guðmundsson spielte bisher 146-mal für die isländische Nationalmannschaft; mit ihr gewann er die Silbermedaille bei den Olympischen Sommerspielen 2008 und die Bronzemedaille bei der Europameisterschaft 2010 in Österreich. Im Sommer 2012 nahm er an den Olympischen Spielen in London teil.